# Ріпуарська правда
Ріпуарська правда — одна з так званих варварських правд, пам'ятник звичаєвого права ріпуарських франків (одне з германських племен). 
Створювалася з VI по VIII століття та відбивала давні судові звичаї для встановлення істини — ордаліі, судовий поєдинок та деякі інші, архаїчний суд, а також королівське законодавство (переважно в період правління короля Дагоберта I (629 — 639), майнове розшарування, яке тоді розпочиналось, появу приватної власності на землю та встановлення залежності селян, зміцнення королівської влади та посилення позицій церкви. 